# Famille Barzizza
Pour les articles homonymes, voir Barzizza (homonymie).
La famille Barzizza (ou Barziza)  est une famille originaire de Milan installée à Bergame au XVIe siècle. Anoblie en 1533 par diplôme de Charles Quint, sa noblesse fut confirmée avec le titre de comte de Cazano par Ferdinand Ier. Elle fut agrégée à la noblesse vénitienne le 17 mars 1694.

## Histoire

Le palais Barzizza sur le Grand Canal, à Venise

La famille Barzizza, originaire de Milan, s'est installée à Bergame au XVIe siècle.
Giovanni Maria Barzizza, en raison des services rendus à l'empereur Maximilien I en tant que secrétaire personnel et ambassadeur fut anobli lui et ses descendants par diplôme du 10 février 1533 de Charles Quint. Noblesse confirmée avec le titre de comte de Cazano  par Ferdinand Ier et reconnue par le Sénat vénitien. En 1694, la famille Barzizza est inscrite au patriciat vénitien et admise au Maggior Consiglio, en reconnaissance du soutien économique garanti à la République pendant la guerre de Morée,.
Après la chute de la  Sérénissime, le gouvernement impérial autrichien a reconnu la noblesse de cette famille par les résolutions souveraines du 11 novembre 1817 et du 1er janvier 1818,.

## Personnalités
- Guiniforte Barzizza (it) servit Alphonse d'Aragon et les ducs de Milan Filippo Maria Visconti et Francesco Sforza et [3];
- Gianmaria Barzizza fut déclaré cavalier et conseiller d'État des empereurs Charles Quint et de Maximilien II[1].

## Armes

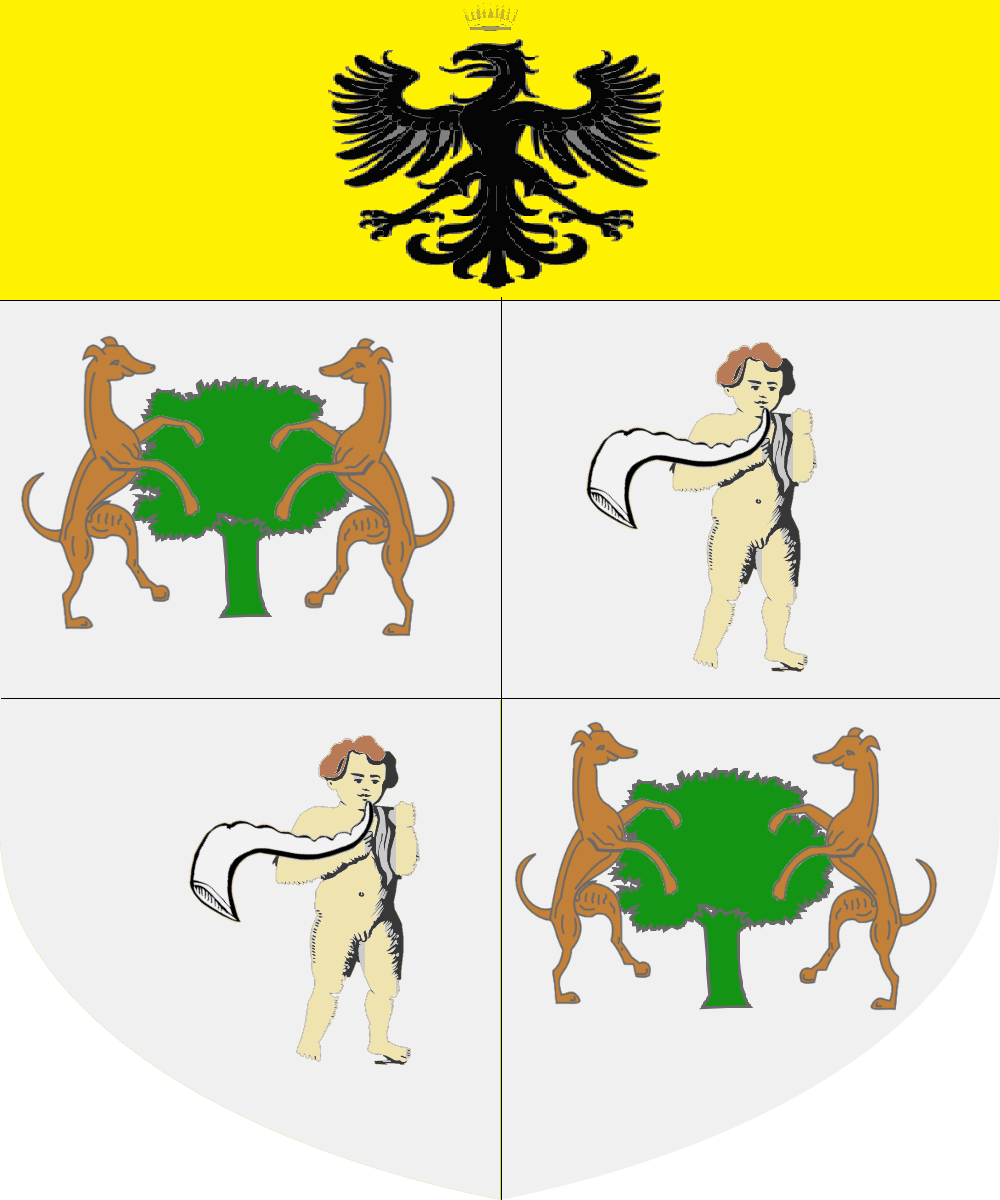
Armes des Barzizza

Les armes des Barzizza sont : Écartelé, aux 1 et 4, d'argent à l'arbre de sinople, accosté de deux lévriers affrontés au naturel, le tout soutenu d'une terrasse du même ; aux 2 et 3, d'argent à un enfant de carnation, donnant du cor ; au chef de l'écu, d'or brochant sur l'écartelé et chargé d'une aigle de sable, couronnée d'or.

## Pour approfondir